# Cartago (Costa Rica)
Cartago é uma cidade da Costa Rica, capital da província de Cartago, localizada aproximadamente a 25 km leste da capital San José e aos pés do Vulcão Irazú. A área da cidade é de cerca de 152,68 km², incluindo todos seus distritos: Oriental e Ocidental (conhecidos em conjunto como o centro local), El Carmen (ao norte), San Rafael de Oreamuno (ao leste, capital do cantão de Oreamuno), Dulce Nombre e San Francisco (ao sul). 
A população da região metropolitana era de 141.524 em 2003, e deverá alcançar 156,600 habitantes em 2008, segundo o Instituto de Estatísticas e Censos da Costa Rica.
- Latitude: 9° 52' 0" Norte
- Longitude: 83° 55' 0" Oeste
- Altitude: 1.431 metros

## História
Cartago foi fundada em 1563 pelo conquistador espanhol Juan Vásquez de Coronado, e foi o primeiro assentamento espanhol permanente na Costa Rica. Foi capital do país até 1823, quando o primeiro chefe de estado eleito, Juan Mora Fernández, mudou a capital para San José.
Em 1723, uma erupção vulcânica do Irazú destruiu Cartago. A cidade foi severamente danificada por grandes terremotos em 1822, 1841 e 1910. Em 1963, outra erupção vulcânica danificou seriamente a cidade e cobriu San José e quase toda a produção agrícola da cidade com cinzas.
Os principais produtos da região são batata, cebola, leite e orquídea. Estes produtos representam mais de 90% da economia da cidade.